# Win van Dijk
Win van Dijk (Westmaas, Holanda, 1° de junho de 1905 – Petrópolis, Estado do Rio de Janeiro, 27 de novembro de 1990) foi um pintor e desenhista holandês, naturalizado brasileiro. 

## Carreira e biografia
Na Holanda, estuda arte e teologia na Academia de Belas Artes e Universidade de Leiden, em 1935 viaja ao exterior, para ampliar seus conhecimentos, passa por França, Grécia e Itália. Sua produção se relaciona ao tema paisagem.
Lutou durante os conflitos da Segunda Guerra Mundial na resistência holandesa aos nazistas, onde, no campo de batalha, acaba por perder as duas pernas. Terminada a Guerra, viaja ao Brasil em 1947, na condição de 1º Adido Cultural nomeado pela Rainha Guilhermina. No Rio de Janeiro expôs suas obras sobre paisagem holandesa (com moinhos, bascos e canais) no 9° andar da Associação Brasileira de Imprensa (ABI).
Em 1948 fixa-se na cidade de Petrópolis, onde passa a produzir com regularidade até falecer.. Com a cidade ele estabelece laços de afetividade e declararia que Petrópolis é como um ninho, para onde sempre retorna. Ainda em 1948, Carlos Torres Pastorino publica biografia sobre Win van Dijk, intitulada L'Homme, Le Peintre, L'Oeuvre (O homem, o pintor, o trabalho).
Em 1951 ganha notoriedade e reconhecimento no Brasil; obtêm a medalha de ouro no Salão dos Artistas Nacionais e, em 1952, medalha de prata no Salão dos Artistas Brasileiros. Ainda expões seus trabalhos nos Estados Unidos, Alemanha, Holanda, França, Dinamarca, Argentina e Japão. 
Durante as comemorações do centenário da criação da cidade de Petrópolis, em 1958, a prefeitura local encomendou ao artista um álbum de desenhos que retratassem as paisagens da cidade, que torna-se um marco na iconografia sobre a cidade. já em 1959 realiza uma exposição de quadros sobre as paisagens de Petrópolis no Museu Nacional de Belas Artes, do Rio de Janeiro.. Em 1960, publica o livro de poemas Convite à Exposição. 
Em 1966 a tela Jangadeiros em Ação é adquirida pela "Harwick Collection" (Estados Unidos) para o seu acervo. O Museu Nacional do Hermitage, de São Petersburgo (Rússia) também adquire obra de Win van Dijk para seu acervo.[carece de fontes?]
Em 1968, o então governador do estado do Rio de Janeiro, Geremias Fontes, oferece obras de Win van Dijk: ao presidente brasileiro Costa e Silva o quadro Rio Piabanha - Petrópolis e a tela Petrópolis em Flor à Rainha Elisabeth II, que estava em visita oficial ao Brasil.
Em 1971 torna-se membro da Academia Petropolitana de Letras. Recebeu o título de 'Cidadão Honorário da cidade de Petrópolis.[carece de fontes?]